# Pochazia sinuata
Pochazia sinuata är en insektsart som beskrevs av Stsl 1865. Pochazia sinuata ingår i släktet Pochazia och familjen Ricaniidae. Inga underarter finns listade i Catalogue of Life.